# Меррилл, Мод Аманда
Мод Ама́нда Ме́ррилл (англ. Maud Amanda Merrill James; 30 апреля 1888 или 15 января 1888, Оватонна, Миннесота — 15 января 1978 или 30 апреля 1978, Стэнфорд, Калифорния) — американский психолог, профессор Стэнфордского университета. Внесла значительный вклад в исследования интеллекта и, в частности, в разработку теоретических вопросов тестирования интеллекта (т. н. «IQ»).
Окончила Оберлинский колледж (бакалавр, 1911) и Стэнфордский университет (магистр, 1920), там же в 1923 году защитила диссертацию и затем работала в Стэнфорде вплоть до выхода на пенсию (1954). Начиная с 1926 года Меррилл трудилась вместе с Льюисом Терманом над усовершенствованием «теста Стэнфорда-Бине» — системы тестирования интеллектуальных способностей. К 1937 году Терман и Меррилл подготовили обновлённую версию теста и выпустили инструкцию к ней (англ. A Guide to the Administration of the New Revised Stanford-Binet Test of Intelligence); тест был представлен в двух версиях, обозначенных буквами L и M по именам исследователей. В дальнейшем Меррилл продолжала совершенствовать тест, в 1960 году была выпущена новая редакция.
В конце 1920-х годах Меррилл основала детскую психологическую клинику при Стэнфордском университете и консультировала суд для несовершеннолетних в Сан-Хосе в рамках работы над своей другой многолетней темой — психологическими аспектами детской преступности; итогом этой работы стала монография «Проблемы детской преступности» (англ. Problems of Child Delinquency; 1947).